# Quetzalcoatlus
Quetzalcoatlus var en kæmpe flyveøgle fra den sene kridttid, der uddøde for omkring 65 mil. år siden. Den var det største flyvende dyr nogensinde.

## Udseende
Quetzalcoatlus' vingefang var på 11-12 meter, den vejede imellem 85 og 135 kg og havde ingen tænder i sit lange, smalle næb. Halsen var ca. 3 m lang og hovedet og benene var lidt over 2 m. lange. Den havde en forholdsvis stor hjerne og store øjne. Vingerne var dækket af en læderagtig, stærk hud, som var udspændt fra kroppen og ud til vingespiserne. Den store kam på hovedet har muligvis været et signal til det modsatte køn.

## Adfærd
Dyret var kødæder, og den levede langt inde i landet – nær søer, så dens føde har sikkert bestået af især fisk og muslinger.